# 松下環境系統
松下環境系統（日語：パナソニック エコシステムズ，全稱：松下環境系統株式會社），松下電器的子公司，成立於1909年。KDK品牌為松下環境系統的附屬公司KDK Company擁有，至今在非洲、拉丁美洲、香港、东南亚及中东地区使用。

## 歷史
- 1909年，成立川北電氣企業社（Kawakita Denki Kigyosha，品牌KDK就是源自其縮寫）。
- 1956年，設立大阪電氣精器株式會社；高橋荒太郎就任社長；島田勉就任會長。
- 1962年，大阪電氣精器株式會社改稱松下精工株式會社。
- 1973年，西田千秋就任社長。
- 1981年，長井重三郎就任社長。
- 1982年，設立國際電扇製造有限公司。
- 1984年，鈴木忠夫就任社長。
- 1992年，伊藤輔二就任社長。
- 1993年，在中國廣東順德設立順德松下精工有限公司。
- 1995年，在中國北京設立北京長城松下精工空調設備有限公司。
- 1996年，設立泰國松下精工株式會社。
- 1998年，中野輝雄就任社長。
- 2001年，設立KDK販賣會社。
- 2002年，平田為茂就任社長。
- 2003年，松下精工株式會社改稱松下環境系統株式會社。
- 2009年，伊藤清文就任社長。
- 2011年，田中昌行就任社長；設立松下環境系統Bentec株式會社；合併松下環境工程株式會社及Navec株式會社。
- 2012年，吉村元就任社長。
- 2014年，前田潔就任社長。

## 外部連結
- （日語）松下環境系統 （页面存档备份，存于）